# Tamba usurpatalis
Tamba usurpatalis là một loài bướm đêm trong họ Noctuidae.